# Kretki Małe (gromada)
Kretki Małe – dawna gromada, czyli najmniejsza jednostka podziału terytorialnego Polskiej Rzeczypospolitej Ludowej w latach 1954–1972.
Gromady, z gromadzkimi radami narodowymi (GRN) jako organami władzy najniższego stopnia na wsi, funkcjonowały od reformy reorganizującej administrację wiejską przeprowadzonej jesienią 1954 do momentu ich zniesienia z dniem 1 stycznia 1973, tym samym wypierając organizację gminną w latach 1954–1972.
Gromadę Kretki Małe z siedzibą GRN w Kretkach Małych utworzono – jako jedną z 8759 gromad na obszarze Polski – w powiecie rypińskim w woj. bydgoskim, na mocy uchwały nr 24/10 WRN w Bydgoszczy z dnia 5 października 1954. W skład jednostki weszły obszary dotychczasowych gromad Kretki Małe, Kretki Duże, Kujawa, Dzieżno, Szynkowizna i Kłuśno ze zniesionej gminy Osiek w tymże powiecie. Dla gromady ustalono 19 członków gromadzkiej rady narodowej.
Gromadę zniesiono 31 grudnia 1959, a jej obszar włączono do gromad Osiek (wsie Kretki Duże, Kretki Małe, Kujawa i Szynkowizna), Świedziebnia (wieś Dzierzno) i Sadłowo (wieś Kłuśno) w tymże powiecie.